# Francisco Oviedo
Francisco Arcidio Oviedo Britez (Maciel, Caazapá, Departamento de Caazapá, Paraguay; 4 de junio de 1942) es un político, economista y exvicepresidente paraguayo que ejerció como vicepresidente de la república por 9 meses durante el gobierno de Nicanor Duarte Frutos. 
Miembro del Partido Colorado, durante el gobierno de Luis Ángel González Macchi fue primero Ministro de Hacienda (2 de octubre de 2000 a 6 de febrero de 2002) y luego del Interior (6 de febrero de 2002 a junio de 2003).
El 5 de junio de 2002 fue relevado del cargo de ministro del Interior y nombrado como director paraguayo de la hidroeléctrica Yacyretá; esto, luego de dos días de protestas de campesinos contra la privatización de empresas públicas, la cual fue brutalmente reprimida, y cuyo saldo fueron 1 muerto y 7 heridas. Lo reemplazó Víctor Hermosa, un ex comisario, y las protestas lograron la suspensión de la empresa telefónica estatal COPACO además de la postergación del tratamiento en el congreso de tres propuestas similares.
A su vez, la dirección de Yacyretá la asumió por menos de un año, hasta el 16 de enero de 2003, puesto que renunció al cargo para postularse a senador por su partido, para las elecciones del 27 de abril de 2003.
En abril de 2003 fue elegido senador nacional para el período 2003-2008. 
En noviembre de 2007, tras la renuncia del Vicepresidente Luis Castiglioni (para candidatarse a presidente), el congreso paraguayo eligió a Oviedo como su sucesor; quien ejerció el cargo hasta el 15 de agosto de 2008, fecha en la que asume el ya vicepresidente electo, Federico Franco. Oviedo estuvo a punto de asumir como presidente para complementar los dos últimos meses de gobierno, debido a la renuncia del entonces titular Nicanor Duarte Frutos; sin embargo, la dimisión de este último no fue tratada siquiera en el congreso paraguayo (debido a la falta de cuórum propiciada por su oposición).
Fue elegido como parlamentario del Mercosur para el periodo (2008-2013).
Ocupa el cargo de Consejero de la entidad Itaipú Binacional (IB) desde el 20 de junio de 2016 nombrado por el presidente Horacio Cartes.